# Nudina
Nudina é um gênero de traça pertencente à família Arctiidae.